# Bernard Lagat
Bernard Kipchirchir Lagat (født 12. december 1974 i Kapsabet, Kenya) er en kenyansk atletikudøver (langdistanceløber), der nu stiller op for USA. Lagats hidtil største triumfer blev opnået ved VM i Osaka i 2007, hvor han vandt guld i både 1500 meter- og 5000 meter løb. Ved OL i Sydney 2000 vandt han bronze på 1500-meteren, og ved OL i Athen 2004 sølv på samme distance. 
Lagat skiftede i 2005 sit kenyanske statsborgerskab ud med et amerikansk, og hans VM-titel blev derfor vundet for hans nye hjemland. 